# Monstera minima
Monstera minima — вид квіткових рослин з роду Монстера родини ароїдних (Araceae). Його біноміальна назва minima стосується його крихітного листя, і це справді найменший вид монстери, коли справа доходить до розміру листя. Його найлегше відрізнити від інших видів роду завдяки тому, що його квітконоси набагато довші за листя.

## Розповсюдження
Рідний ареал виду — від Панами до північно-західної Колумбії. Він зустрічається лише на узбережжі Карибського моря цих країн.